# جامعة براويجايا
جامعة براويجايا (بالإندونيسية: Universitas Brawijaya)‏، هي مؤسسة تعليم عالي تقع في مدينة مالانج، جاوة الشرقية، إندونيسيا. افتتحت رسميا في 1963.

## كليات
- كلية الحقوق
- كلية الاقتصادية والأعمال
- كلية علوم الإدارة
- كلية علوم الاجتماعية وعلوم السياسة
- كلية علوم الثقافة
- كلية الزراعة
- كلية المزارع
- كلية الهندسة
- كلية الطب
- كلية علوم الأسماك وعلوم البحرية
- كلية الرياضيات والعلوم
- كلية الهندسة الزراعية
- كلية طب البطرية
- كلية تقنية المعلومات وعلوم الحاسوب
- دبلوم
- الدراسات العليا

## الوصلات الخارجية
- (بالإندونيسية) (بالإندونيسية) الموقع الرسمي للجامع براويجايا